# Шеверни (замок)
Замок Шеверни (фр. château de Cheverny) — один из замков Луары в одноимённой коммуне области Солонь во Франции.
Наряду с другими замками Луары Шеверни находится под охраной ЮНЕСКО в рамках проекта «Всемирное наследие».

## История
В XV—XVI вв. селеньем Шеверни владели графы де Шеверни. Король Генрих II Валуа изъял их земли в доход короны, а потом подарил своей фаворитке Диане де Пуатье.
Усадебный дом напоминает своей позднеренессансной архитектурой Люксембургский дворец в Париже. Это связано с тем, что замок проектировал Жак Бужье — ученик Саломона де Бросса, который руководил возведением парижской резиденции. Основные строительные работы велись с 1624 по 1630 гг. Заказчиком выступал королевский канцлер Филипп Юро. Оформление интерьеров было закончено к 1650 году.
Сам архитектор не дожил до конца строительства, которое завершал безымянный мастер, оставивший на цокольном этаже только свои инициалы: FL 1634.
В 1802 году потомки Юро были вынуждены продать усадьбу, но по окончании наполеоновских войн вернули её в свои руки. В 1914 году владельцы шато одними из первых во Франции открыли его для свободного посещения туристами. Семейство продолжает владеть замком и по сей день.

## Современность
Благодаря непрерывному нахождению в руках одного семейства Шеверни лучше других замков Луары сохранил свои первоначальные интерьеры, включая собрание портретов владельцев кисти лучших живописцев Франции.
Шеверни знаменит своей псарней и регулярными псовыми охотами.
Примечательно, что фасад замка ни разу не реставрировался с 1634 года — даты завершения строительства. В качестве материала был избран местный белый песчаник, который не темнеет от времени и с каждым годом становится прочнее.

## В массовой культуре
Замок Муленсар из комиксов «Приключения Тинтина» бельгийского художника Эрже срисован именно с замка Шеверни. В нём нет боковых флигелей, но центральная часть и башни почти идентичны.